# Bazylika Narodzenia Najświętszej Maryi Panny w Gietrzwałdzie
Sanktuarium Maryjne w Gietrzwałdzie – istnieje tam od XVI w. kult związany z Matką Boską i obrazem Matki Boskiej Gietrzwałdzkiej w formie Madonny Piastunki z dziecięciem (Hodigitria).

## Historia

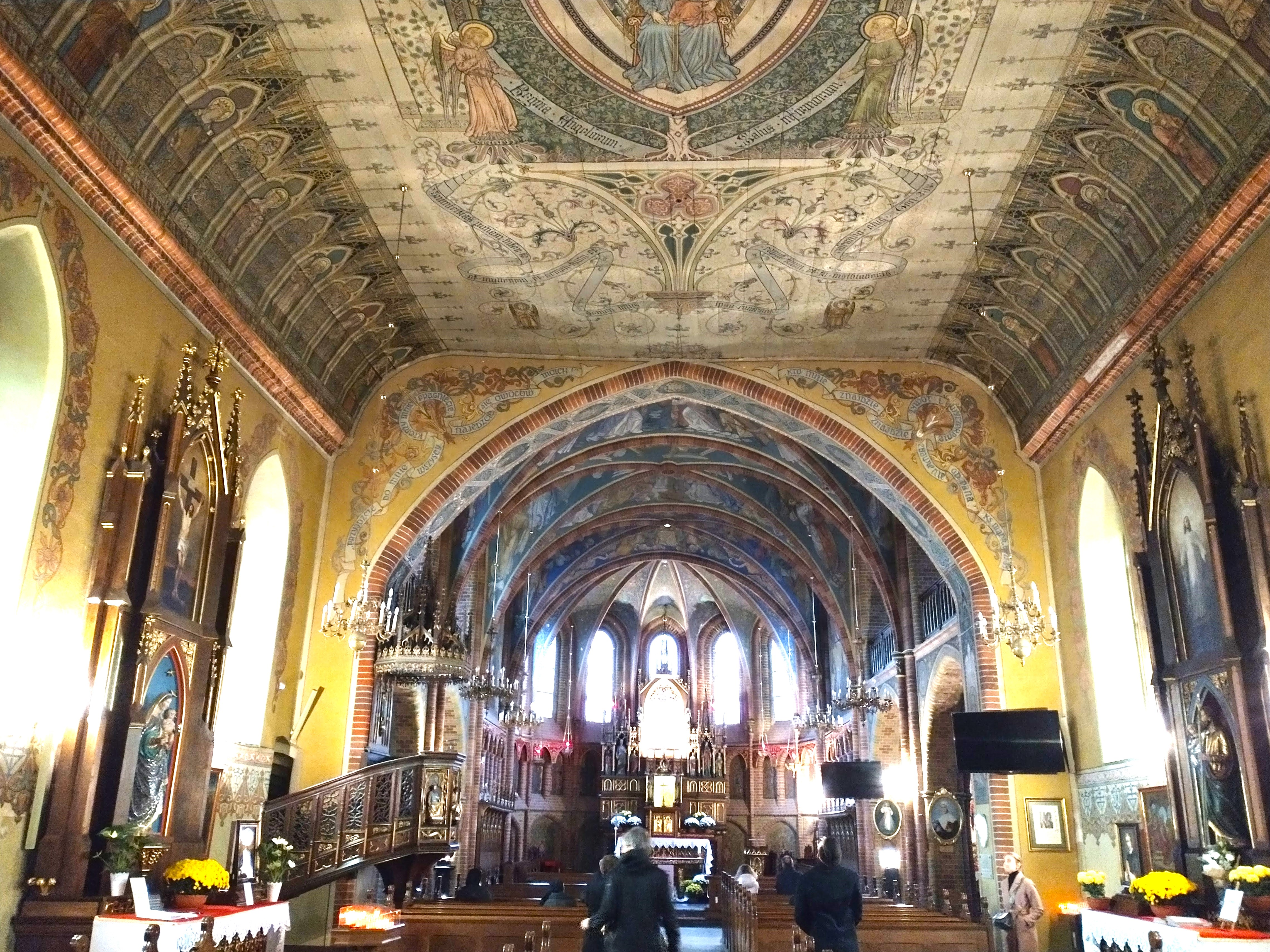
Wnętrze świątyni i ołtarz

Nie wiadomo, kiedy został zbudowany w Gietrzwałdzie pierwszy kościół. Wiadomo, że w latach 1404–1409 proboszczem gietrzwałdzkim był ks. Jan Sterchen. Oznacza to, że prawdopodobnie już wtedy istniała w Gietrzwałdzie świątynia. Pierwszy kościół, o którym przetrwały informacje, był konsekrowany 31 marca 1500 przez biskupa sufragana Jana Wildego. Była to murowana, jednonawowa budowla gotycka, zbudowana na podmurówce z kamieni polnych, mająca płaski, drewniany strop i wieżę od strony zachodniej, w górnej części drewnianą. Kościół otrzymał wezwanie Narodzenia Najświętszej Marii Panny, a później – św. Jana Ewangelisty i św. apostołów Piotra i Pawła. 20 września 1580 biskup Marcin Kromer konsekrował ołtarz główny. Pod koniec XVI w. kościół był remontowany i przebudowany w stylu renesansowym – okna ostrołukowe zastąpiono wówczas prostokątnymi.
W drugiej poł. XIX w. w związku z objawieniami i wzrastającym ruchem pielgrzymkowym pojawiła się konieczność rozbudowy kościoła. Rozbudowa oraz renowacja miały miejsce w latach 1863–1869, kiedy proboszczem był ks. Józef Jordan oraz w latach 1878–1884, gdy proboszczem był ks. Augustyn Weichsel. W tym drugim okresie rozbudowę świątyni prowadzono według projektu Arnolda Güldenpfenniga, autora wielu budowli sakralnych w Niemczech w II. poł. XIX w. Wówczas to kościół uzyskał kształt, w którym istnieje do dzisiaj. Projekt Güldenpfenniga zakładał rozbudowę świątyni w stylu północnoniemieckiego gotyku ceglanego. Powiększono wówczas trzykrotnie prezbiterium i dobudowano transept z emporami, przez co kościół zyskał formę krzyża łacińskiego zamiast dawnego planu prostokąta. Dwuspadowy dach przykryto dachówką ceramiczną. Wzniesiono również nową, murowaną, trzykondygnacyjną wieżę na planie kwadratu, nakrytą wysokim, ostrosłupowym hełmem. Na wieży znajduje się zegar z 1885 roku oraz trzy dzwony. Po północnej i południowej stronie przylegają do bryły kościoła dwukondygnacyjne kaplice zakończone półkolistymi absydami, przykrytymi połówkowym dachem stożkowym. Wyposażenie wnętrza jest głównie neogotyckie. Polichromie nowej części kościoła wykonali artyści z Krakowa, w tym Aleksander Trojkowicz.
Po 1884 przy kościele wybudowano również organistówkę.
Od 1945 opiekę nad sanktuarium sprawują Księża Kanonicy Regularni Laterańscy.
2 lutego 1970 papież Paweł VI nadał kościołowi Narodzenia Najświętszej Marii Panny w Gietrzwałdzie tytuł i godność Bazyliki Mniejszej.
Bazylika Narodzenia Najświętszej Marii Panny w Gietrzwałdzie należy obecnie do dekanatu Olsztyn III – Gutkowo w archidiecezji warmińskiej.

### Obraz Matki Boskiej Gietrzwałdzkiej
Kult Matki Boskiej narodził się w Gietrzwałdzie bardzo wcześnie i był związany z obrazem Matki Boskiej Gietrzwałdzkiej, znajdującym się w ołtarzu głównym kościoła od co najmniej 1505, kiedy to został wymieniony w inwentarzu parafii. Jest to obraz typu Hodegitrii, przedstawiający Matkę Bożą w półpostaci, okrytą ciemnoniebieskim płaszczem, trzymającą lewą ręką Dzieciątko Jezus w czerwonej sukience, które prawą rączką błogosławi, a lewą wspiera się na książce - symbolu mądrości. Przy górnej krawędzi obrazu znajduje się trzymana przez 2 aniołów wstęga z dwoma pierwszymi wersami antyfony: Ave regina coelorum/ave domina angelorum.
Obraz jest tablicowy, malowany na podkładzie kredowym z roślinnym ornamentem w tle. Pierwszą informację o obrazie i kulcie sporządził biskup Marcin Kromer w 1583. Z kolejnych akt wizytacji wynikało, że kult do połowy XIX w. miał charakter lokalny.
W 1717 obraz został ozdobiony srebrnymi koronami. Sukienkę Madonny wykonał Michał Bartolomowicz z Olsztyna, a sukienkę Dzieciątka Jezus – złotnik olsztyński Jan Geese.
Obraz jest umieszczony w neogotyckim ołtarzu głównym z pocz. XX w., wcześniejszy ołtarz został zniszczony w 1731. W latach 1964–1965 obraz był konserwowany.

## Objawienia
Gietrzwałd stał się sławny dzięki Objawieniom Matki Bożej, które trwały od 27 czerwca do 16 września 1877. Głównymi wizjonerkami były: trzynastoletnia Justyna Szafryńska i dwunastoletnia Barbara Samulowska.
W 1967 papież Paweł VI udzielił zgody na koronację obrazu Matki Boskiej Gietrzwałdzkiej. Aktu koronacji na dziewięćdziesięciolecie objawień dokonał 10 września 1967 prymas Polski, kardynał Stefan Wyszyński, a udział w uroczystościach wziął metropolita krakowski Karol Wojtyła.
2 lutego 1969 miała miejsce powtórna koronacja, po odnalezieniu skradzionych koron.
W stulecie objawień (1977) Kościół zatwierdził ich treść jako autentyczną.
W 2019 Poczta Polska wydała okolicznościowy znaczek pocztowy poświęcony objawieniom Matki Bożej w Gietrzwałdzie.

## Galeria

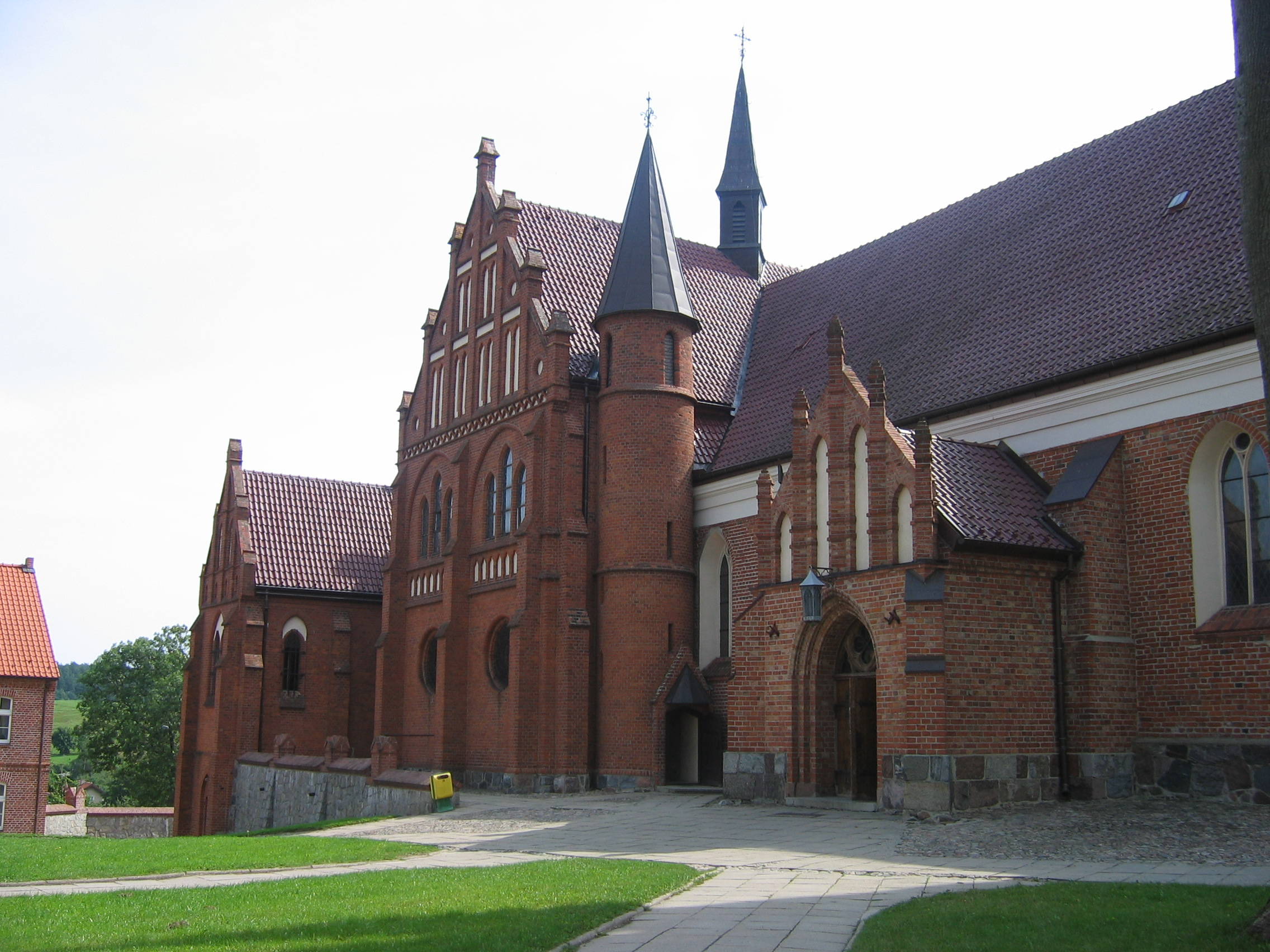
Sanktuarium Maryjne w Gietrzwałdzie
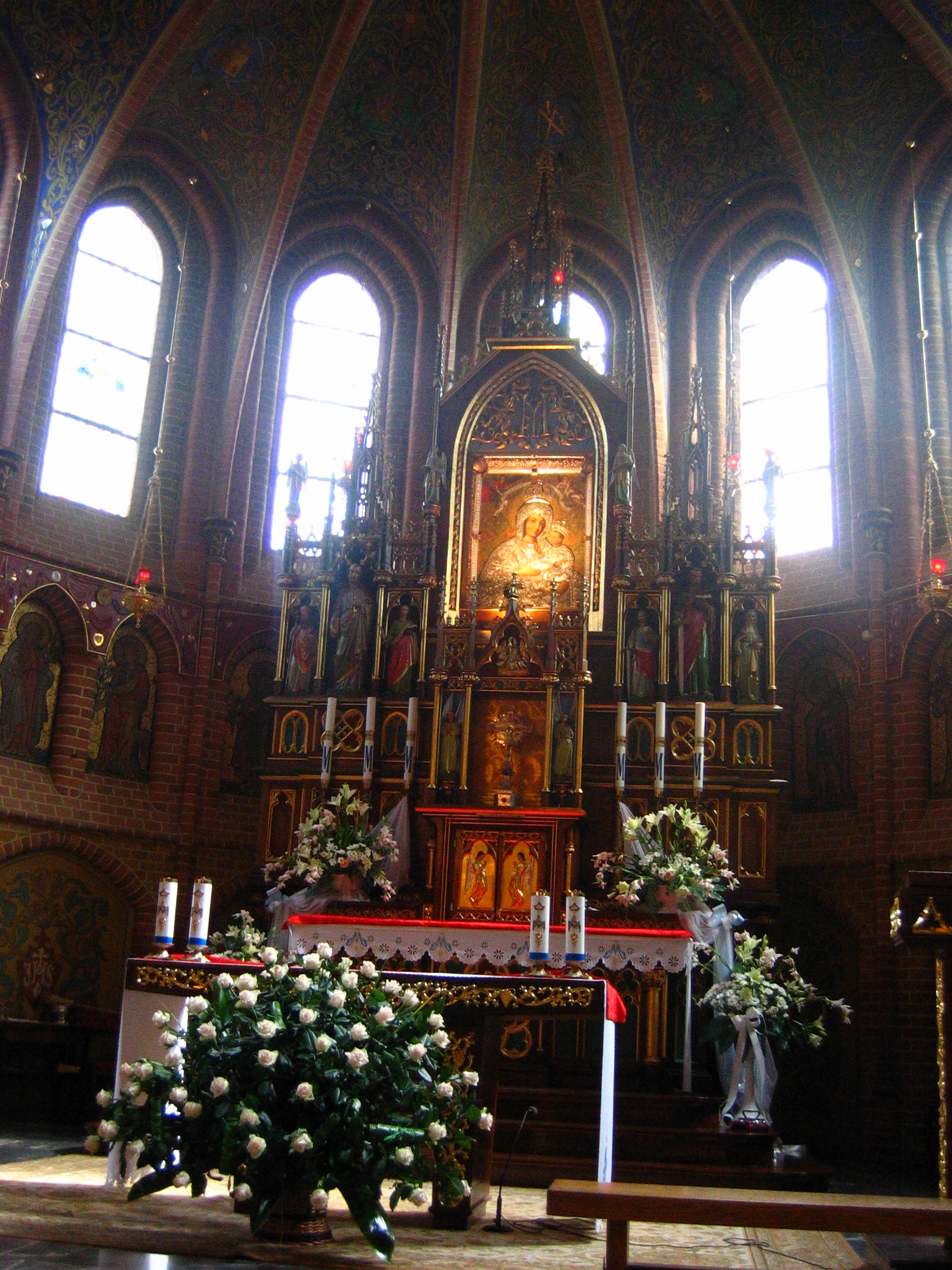
Wnętrze kościoła
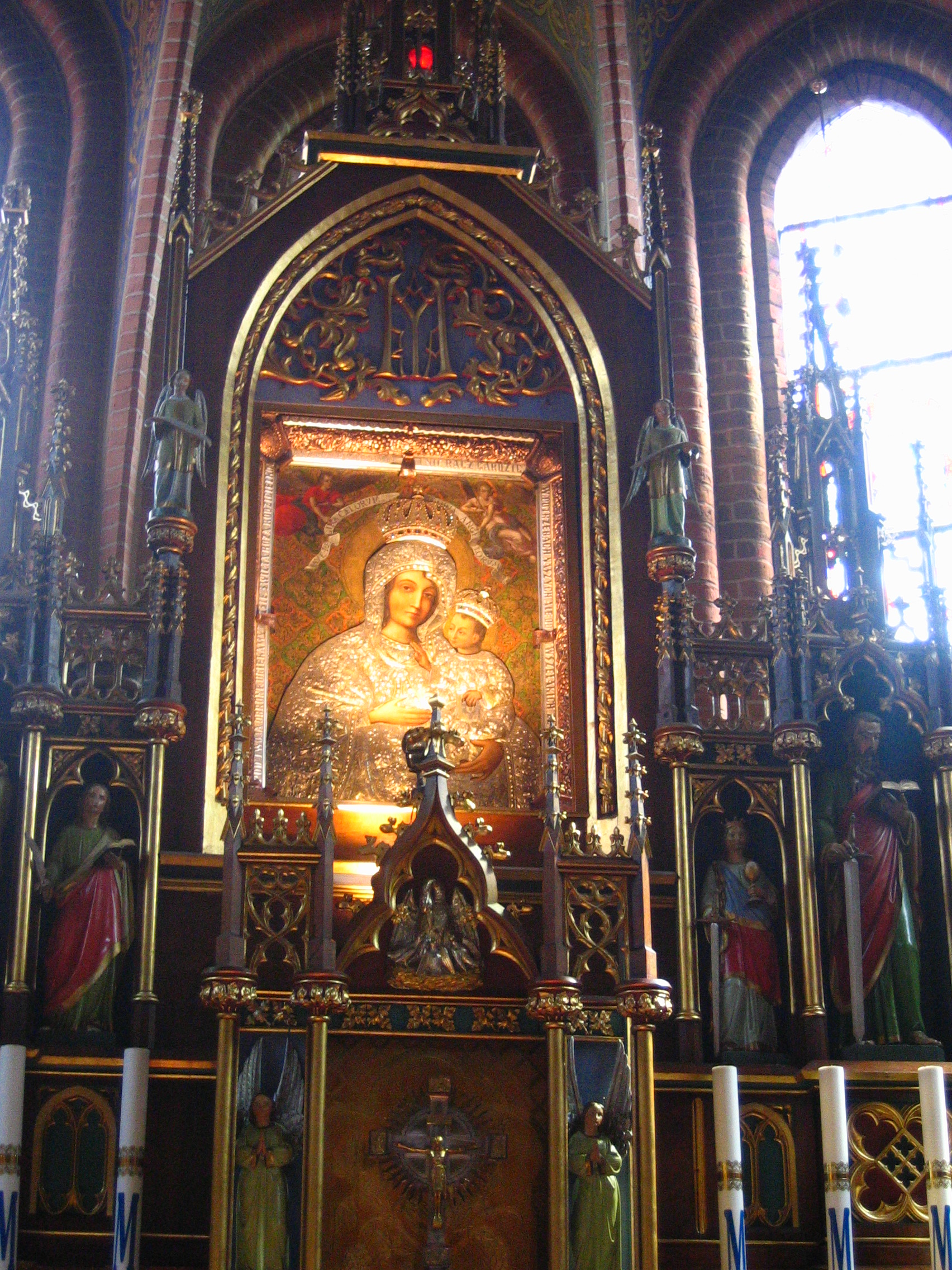
Obraz Matki Boskiej Gietrzwałdzkiej
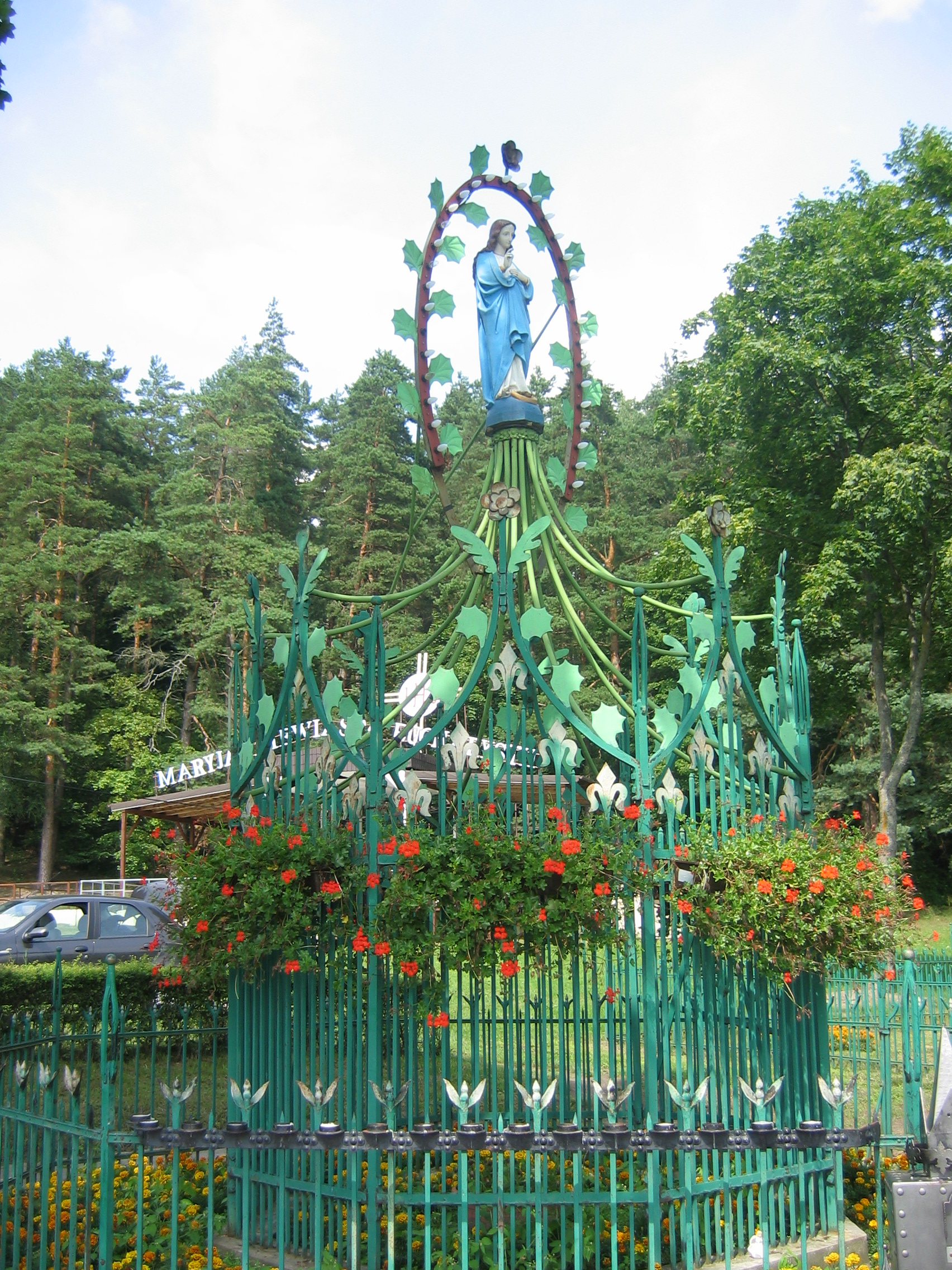
Figurka Matki Bożej przy źródełku
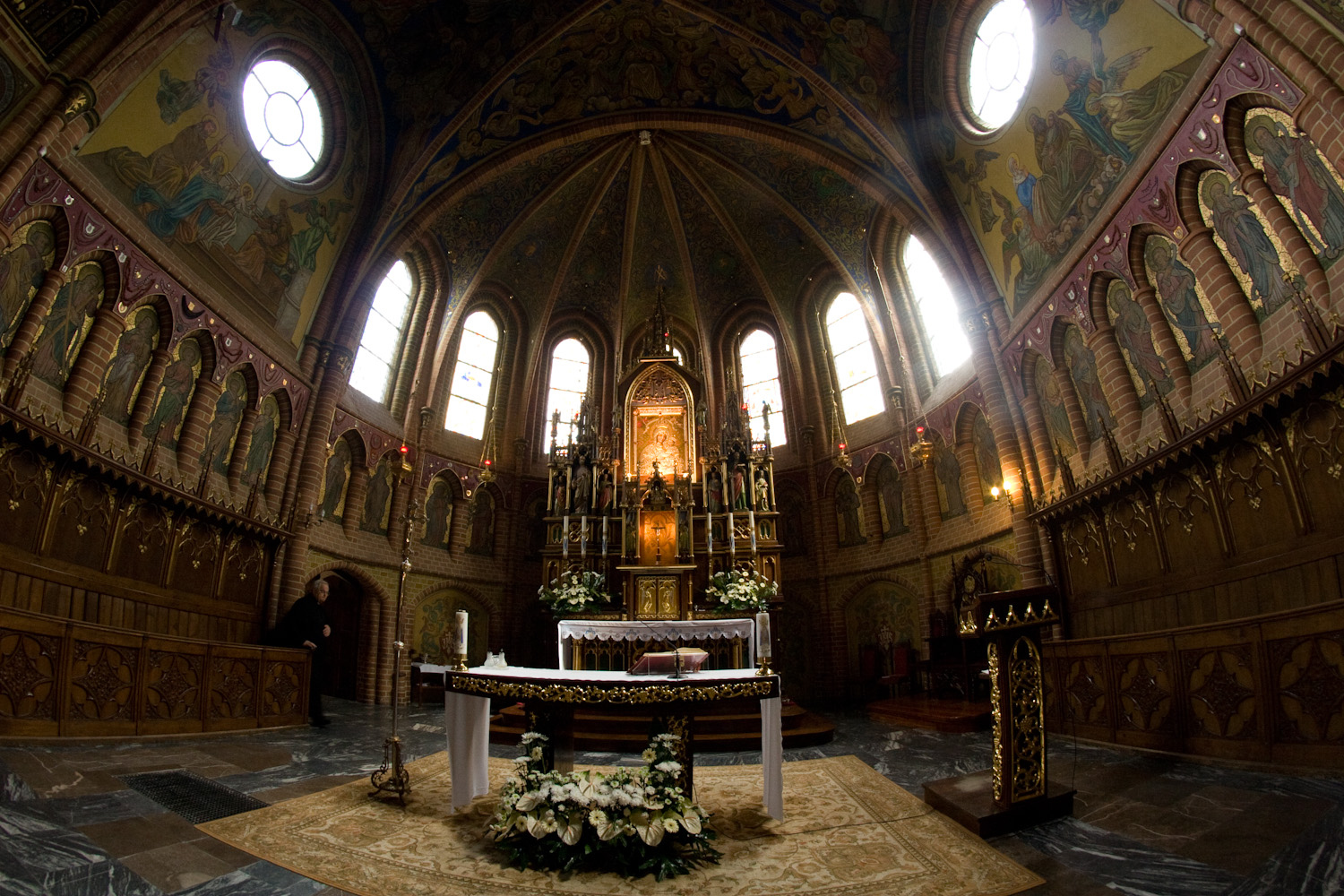
Prezbiterium